# Bogusław Wyparło
Bogusław Wyparło (Mielec, 29 novembre 1974) è un ex calciatore polacco, di ruolo portiere.

## Palmarès

### Club

#### Competizioni nazionali
- Campionato polacco: 1

ŁKS: 1997-1998
- Campionato polacco di seconda divisione: 2

Pogoń Stettino: 2003-2004
ŁKS: 2010-2011